# Buffalo Ridge

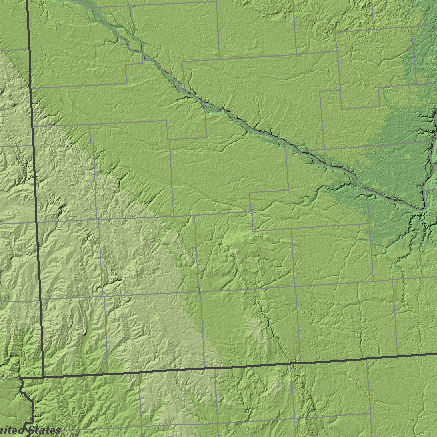
Buffalo Ridge se localiza na Coteau des Prairies, terra alta representada pelas áreas claras nesse mapa topográfico do sudoeste do Minnesota.

Buffalo Ridge é uma vasta extensão de colinas na parte sudeste da Coteau des Prairies. A região se situa a 608 m acima do nível do mar. O Buffalo Ridge se estende por 97 quilômetros e passa pelos condados de Lincoln, Pipestone, Murray, Nobles, e Rock, no sudoeste do Minnesota. Buffalo Ridge se localiza perto das cidades de  Hendricks, Lake Benton, e Worthington.
Devido a sua alta altitude e fortes ventos, Buffalo Ridge abriga mais de 200 turbinas eólicas, incluindo a usina eólica Buffalo Ridge Wind Farm. 